# Musienkove, Mahdalînivka
Musienkove (în ucraineană Мусієнкове) este un sat în comuna Cerneciciîna din raionul Mahdalînivka, regiunea Dnipropetrovsk, Ucraina.

## Demografie
Componența lingvistică a localității Musienkove
     Ucraineană (92,59%)
     Rusă (7,04%)
Conform recensământului din 2001, majoritatea populației localității Musienkove era vorbitoare de ucraineană (92,59%), existând în minoritate și vorbitori de rusă (7,04%).